# 12 cm Minenwerfer M. 15
Il 12 cm Minenwerfer M. 15 fu un mortaio medio da trincea austro-ungarico utilizzato dall'Imperiale e regio esercito durante la prima guerra mondiale.

## Storia
Nella primavera del 1915, la commissione tecnica militare austro-ungarica (TMK) introdusse una versione da 12 cm del 9 cm Minenwerfer M. 14. Il 12 cm Minenwerfer M. 15 era più o meno uguale al mortaio da 9 cm, con proporzioni ingrandite. La TMK ridusse l'ordine dell'esercito da 50 a 10 unità per dare la massima capacità al più performante 14 cm Minenwerfer M. 15, che era stato testato nel frattempo. Un secondo ordine di 100 mortai fu annullato nel 1916 prima della fine delle consegne.

## Tecnica
La nuova arma ereditò la maggior parte dei problemi noti del 9 cm Minenwerfer M. 14 (inclusa la gittata inferiore a 500 m) ed inoltre la bocca da fuoco a retrocarica si trovava su un telaio rettangolare che non consentiva il brandeggio, il che significava che era impossibile ingaggiare bersagli diversi senza riposizionare il mortaio. Tuttavia poteva sparare proiettili molto più potenti, da 10,5 kg .